# Chaetonotus schultzei
Chaetonotus schultzei är en djurart som tillhör fylumet bukhårsdjur, och som beskrevs av Ilya Ilyich Mechnikov 1865. Chaetonotus schultzei ingår i släktet Chaetonotus och familjen Chaetonotidae. Arten är reproducerande i Sverige. Inga underarter finns listade i Catalogue of Life.